# Mikania micrantha
Mikania micrantha je tropická rostlina z čeledi hvězdnicovité. S odkazem na její překotný růst se jí v angličtině říká mile-a-minute vine (réva, která roste míli za minutu).
Této energicky rostoucí trvalce se nejlépe daří v úrodných oblastech s vysokou vlhkostí a dostatkem světla, i když se dokáže přizpůsobit i méně úrodným půdám. Její semena jsou roznášena větrem. Jediný stonek může za sezónu vyprodukovat 20 až 40 tisíc semen. Byla zařazena mezi 100 nejhorších invazních druhů světa.
Tento druh pochází ze subtropických zón Severní, Střední a Jižní Ameriky.

## Popis
Mikania micrantha má žebrované stonky, které dorůstají až 6 metrů s listy dlouhými 4-13 cm.

## Invazní druh

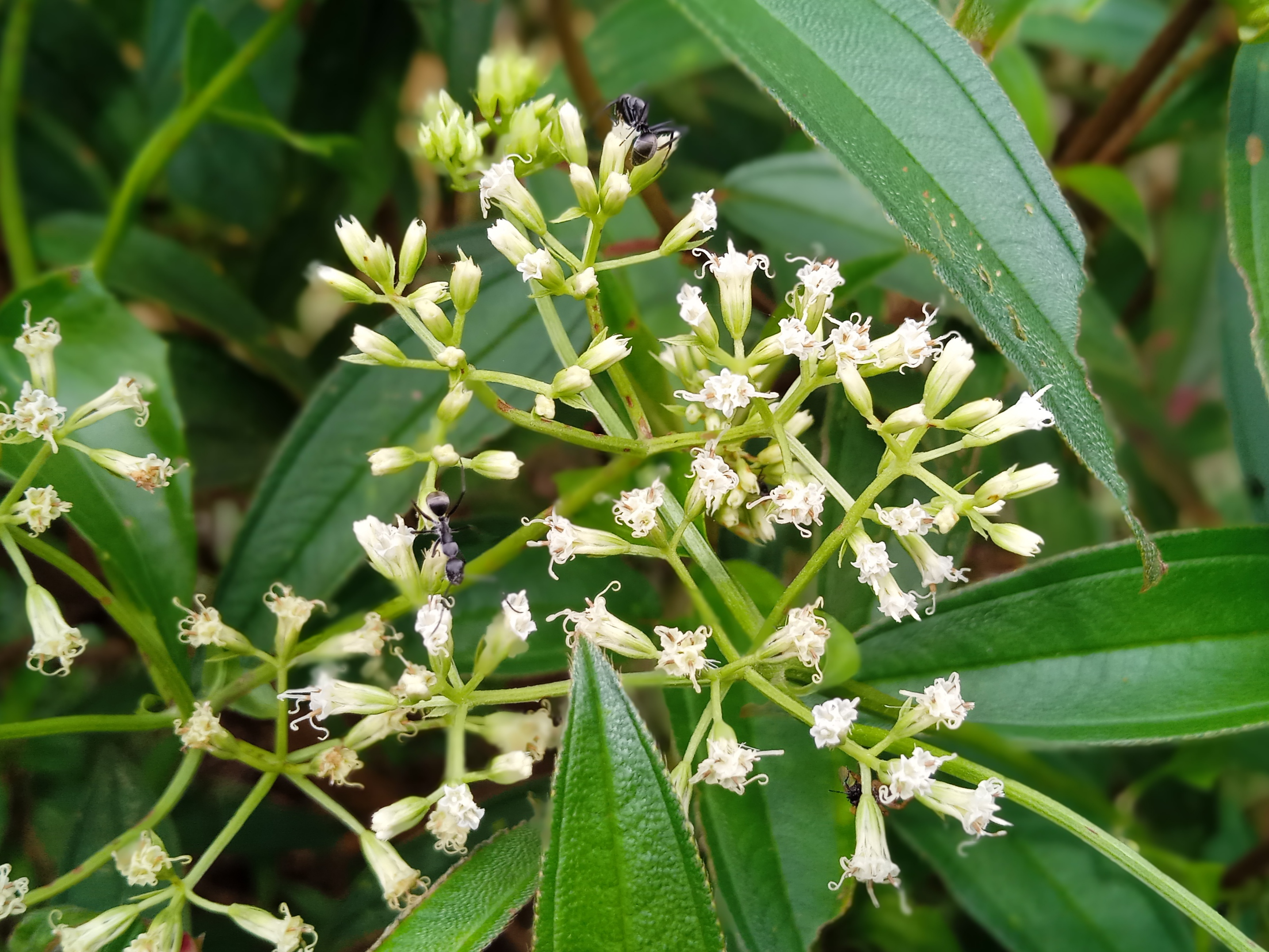
M. micrantha

Mikania micrantha je plevelnatá rostlina, rozšířená v tropech. Velmi rychle roste (u mladé rostliny i 8-9 cm za 24 hodin) a pokrývá okolní rostliny, keře i stromy. Mikania představuje problém např. v Nepálu, kde pokrývá více než 20 % území národního parku Čitvan.
Velmi úspěšně se šíří také v Hongkongu. Poprvé tam byla zaznamenána v roce 1884, již se ale rozšířila po celém regionu.
V mnoha zemích se využívá jako krmivo, například v Malajsii nebo Indii. U mléčného skotu však způsobuje hepatotoxicitu. Ekonomické zisky jsou však skromné ve srovnání se ztrátami, které rostlina způsobuje zamořením ekosystémů.

## Léčebné účinky
V Ásámu v severní Indii lidé používají šťávu z listů mikanie jako protijed na bodnutí hmyzem a štírem. Listy se také využívají k léčbě bolestí žaludku.
Je to také populární antiseptický lék v indických státech Mizóram nebo Arunáčalpradéš; čerstvé listy jsou roztlučeny a pokládány na tržné rány, aby se zastavilo krvácení a podpořilo hojení. V Bangladéši se používá k léčbě žaludečních vředů a rovněž jako místní antiseptikum. K hojení řezných ran a zastavení drobného krvácení se využívá také na Fidži. Vědeckých důkazů účinnosti je však málo.